# Pratifelis martini
Pratifelis martini — викопний вид хижих ссавців родини котових (Felidae). Вид мешкав у Північній Америці у кінці міоцену. Скам'янілості знайдені у 1911 році у штаті Канзас. Описаний з фрагмента нижньої щелепи.